# Serie A2 2010-2011 - Girone E (pallamano maschile)

## Formula
- Prima fase: le 8 squadre partecipanti hanno disputato un girone all'italiana di andata e ritorno; al termine della prima fase le prime quattro squadre classificate si sono qualificata per la poule promozione mentre le ultime quattro squadre classificate si sono qualificate per la poule retrocessione.
- Poule promozione: le 4 squadre partecipanti hanno disputato un girone all'italiana di andata e ritorno; la prima classificata è stata promossa in serie A1 nella stagione successiva.
- Poule retrocessione: le 4 squadre partecipanti hanno disputato un girone all'italiana di andata e ritorno; la squadra classificata all'ultimo posto è stata retrocessa in serie B nella stagione successiva.

## Squadre partecipanti
- Atellana
- Capua
- Lazio
- Benevento

- Pallamano Interscafati
- Virtus Roma
- Serra Fasano
- Putignano

## Risultati prima fase
| andata | 1ª giornata          | ritorno |
| ------ | -------------------- | ------- |
| 31-29  | Putignano - Lazio    | 23-29   |
| 26-23  | Atellana - Benevento | 28-9    |
| 26-17  | Capua - Roma         | 32-19   |
| 20-17  | Scafati - Fasano     | 22-34   |

| andata | 4ª giornata          | ritorno |
| ------ | -------------------- | ------- |
| 22-21  | Roma - Scafati       | 31-37   |
| 23-28  | Benevento - Fasano   | 16-37   |
| 27-30  | Atellana - Putignano | 20-29   |
| 25-27  | Lazio - Capua        | 26-30   |

| andata | 7ª giornata        | ritorno |
| ------ | ------------------ | ------- |
| 22-30  | Benevento - Roma   | 20-36   |
| 28-20  | Lazio - Atellana   | 19-22   |
| 23-31  | Fasano - Putignano | 18-28   |
| 26-32  | Scafati - Capua    | 28-34   |

| andata | 2ª giornata           | ritorno |
| ------ | --------------------- | ------- |
| 27-33  | Roma - Atellana       | 19-27   |
| 15-24  | Benevento - Putignano | 15-46   |
| 31-18  | Lazio - Scafati       | 30-18   |
| 19-29  | Fasano - Capua        | 16-22   |

| andata | 5ª giornata        | ritorno |
| ------ | ------------------ | ------- |
| 27-25  | Putignano - Capua  | 31-29   |
| 38-17  | Lazio - Benevento  | 34-19   |
| 26-23  | Fasano - Roma      | 22-24   |
| 27-36  | Scafati - Atellana | 22-24   |

| andata | 3ª giornata         | ritorno |
| ------ | ------------------- | ------- |
| 32-26  | Putignano - Roma    | 26-21   |
| 29-26  | Capua - Atellana    | 28-26   |
| 20-17  | Fasano - Lazio      | 19-37   |
| 28-20  | Scafati - Benevento | 33-17   |

| andata | 6ª giornata         | ritorno |
| ------ | ------------------- | ------- |
| 23-29  | Roma - Lazio        | 19-36   |
| 40-28  | Putignano - Scafati | 33-27   |
| 27-22  | Atellana - Fasano   | 20-21   |
| 30-17  | Capua - Benevento   | 28-20   |

### Classifica
|  | Pos. | Squadra                | Pt | G  | V  | N | P  | GF  | GS  | DR   |
|  | ---- | ---------------------- | -- | -- | -- | - | -- | --- | --- | ---- |
|  | 1.   | Putignano              | 39 | 14 | 13 | 0 | 1  | 431 | 332 | +99  |
|  | 2.   | Capua                  | 36 | 14 | 12 | 0 | 2  | 401 | 323 | +78  |
|  | 3.   | Lazio                  | 27 | 14 | 9  | 0 | 5  | 408 | 306 | +102 |
|  | 4.   | Atellana               | 24 | 14 | 8  | 0 | 6  | 362 | 333 | +29  |
|  | 5.   | Serra Fasano           | 18 | 14 | 6  | 0 | 8  | 322 | 339 | -17  |
|  | 6.   | Pallamano Interscafati | 12 | 14 | 4  | 0 | 8  | 355 | 401 | -46  |
|  | 7.   | Virtus Roma            | 12 | 14 | 4  | 0 | 8  | 337 | 389 | -52  |
|  | 8.   | Benevento              | 0  | 14 | 0  | 0 | 14 | 253 | 446 | -193 |

Legenda:

      Qualificate alla Poule promozione
      Qualificate alla Poule retrocessione

## Risultati seconda fase - poule promozione
| andata | 1ª giornata        | ritorno |
| ------ | ------------------ | ------- |
| 31-13  | Fasano - Benevento | 21-22   |
| 29-21  | Scafati - Roma     | 34-30   |

| andata | 2ª giornata         | ritorno |
| ------ | ------------------- | ------- |
| 19-15  | Roma - Fasano       | 19-22   |
| 26-28  | Benevento - Scafati | 29-30   |

| andata | 3ª giornata      | ritorno |
| ------ | ---------------- | ------- |
| 17-15  | Scafati - Fasano | 21-37   |
| 20-25  | Benevento - Roma | 27-28   |

### Classifica poule promozione
|  | Pos. | Squadra   | Pt | G | V | N | P | GF  | GS  | DR  |
|  | ---- | --------- | -- | - | - | - | - | --- | --- | --- |
|  | 1.   | Lazio     | 12 | 6 | 4 | 0 | 2 | 173 | 137 | +36 |
|  | 2.   | Capua     | 12 | 6 | 4 | 0 | 2 | 161 | 153 | +8  |
|  | 3.   | Putignano | 6  | 6 | 2 | 0 | 4 | 175 | 164 | +11 |
|  | 4.   | Atellana  | 6  | 6 | 2 | 0 | 4 | 131 | 186 | -55 |

Legenda:

      Promossa in Serie A1 2011-2012

## Risultati seconda fase - poule retrocessione
| andata | 1ª giornata            | ritorno |
| ------ | ---------------------- | ------- |
| 27-26  | L'Aquila - Ancona      | 24-34   |
| 28-29  | Monteprandone - Ascoli | 36-27   |

| andata | 2ª giornata            | ritorno |
| ------ | ---------------------- | ------- |
| 38-27  | Ascoli - L'Aquila      | 21-22   |
| 32-27  | Ancona - Monteprandone | 25-31   |

| andata | 3ª giornata              | ritorno |
| ------ | ------------------------ | ------- |
| 27-21  | Monteprandone - L'Aquila | 33-29   |
| 26-25  | Ancona - Ascoli          | 22-27   |

### Classifica poule retrocessione
|  | Pos. | Squadra                | Pt | G | V | N | P | GF  | GS  | DR  |
|  | ---- | ---------------------- | -- | - | - | - | - | --- | --- | --- |
|  | 1.   | Pallamano Interscafati | 15 | 6 | 5 | 0 | 1 | 159 | 158 | +1  |
|  | 2.   | Serra Fasano           | 9  | 6 | 3 | 0 | 3 | 141 | 111 | +30 |
|  | 3.   | Virtus Roma            | 9  | 6 | 3 | 0 | 3 | 142 | 163 | -21 |
|  | 4.   | Benevento              | 3  | 6 | 1 | 0 | 5 | 137 | 163 | -26 |

Legenda:

      Retrocessa in Serie B 2011-2012

## Verdetti
- Lazio: promossa in Serie A1 2011-2012.
- Benevento: retrocessa in Serie B 2011-2012.